# Jan-Erik Fiske
Jan-Erik Lennart Fiske, född 2 januari 1952, är en svensk företagsekonom.
Jan-Erik Fiske studerade vid Handelshögskolan i Stockholm och Stanford University, och arbetade från 1985 med analys av telekom och bredbandsfrågor för bland annat Ericsson och Telia. På Telia kom Fiske i kontakt med Jonas Birgersson, som delade Fiskes intresse för militärhistoria och strategi. Tillsammans med Birgersson och Jan Nilsson grundade han Bredbandsbolaget 1998. Åren 2004–2008 var Fiske styrelseordförande i Labs2. Han var även styrelseordförande i Trygghetsbolaget i Lund AB som sålde VPN-tjänsten Relakks.